# Our
För andra betydelser, se Our (olika betydelser).
Our är en 78 km lång vänsterbiflod till Sûre. Källan ligger i Hautes Fagnes, nära Manderfeld i sydöstra Belgien. Den flyter åt söder och följer i stort sett den tysk-belgiska gränsen och efter Ouren, den tysk-luxemburgska gränsen. Den historiska staden Vianden ligger längs floden. Our mynnar i Sûre vid Wallendorf.